# 30Y busz (Szombathely)

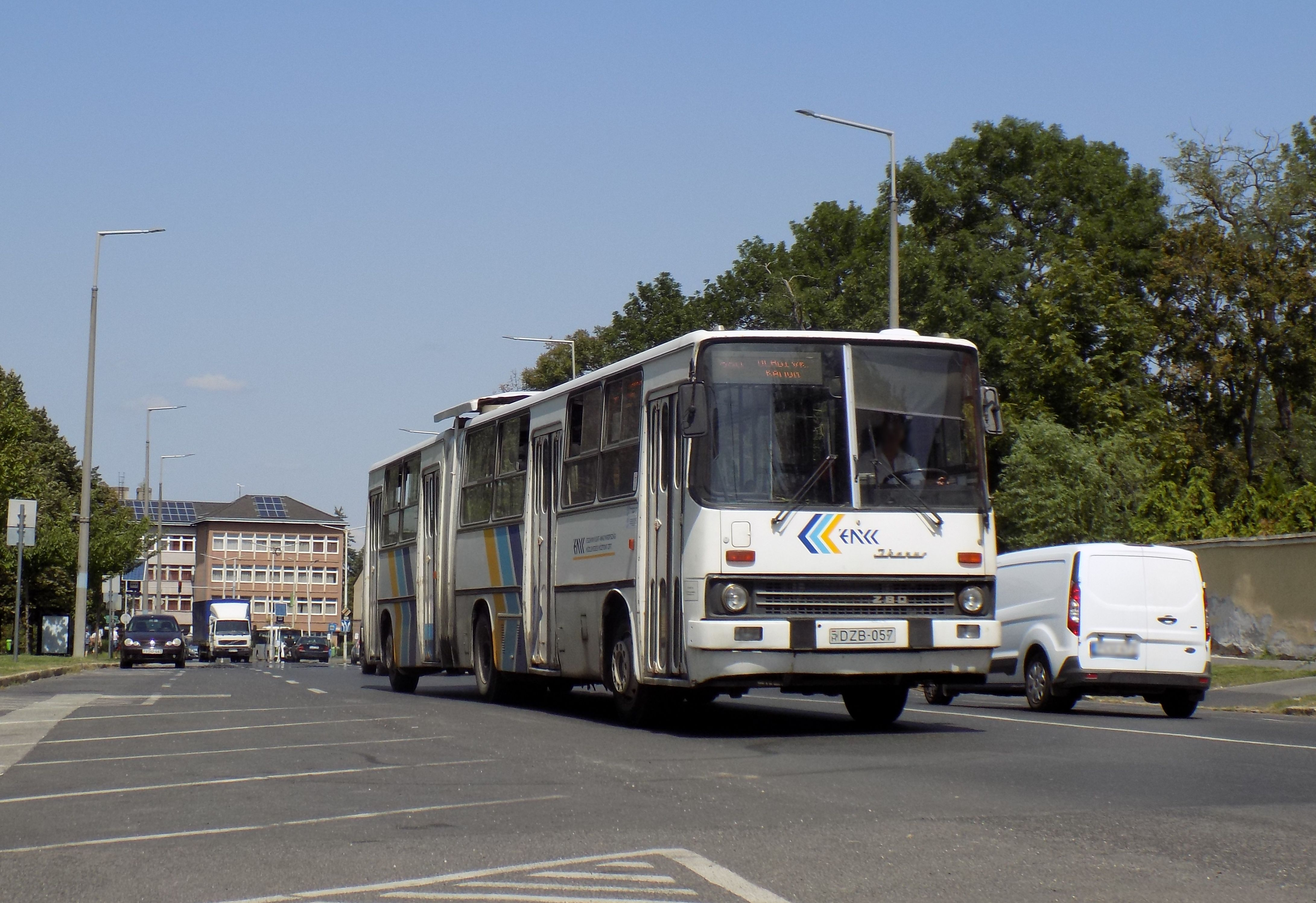
A DZB-057-es busz sokszor közlekedett ezen a vonalon.

A szombathelyi 30Y jelzésű autóbusz a Minerva lakópark és az Olad, autóbusz-forduló megállóhelyek között közlekedik. A vonalat a Blaguss Agora üzemelteti. A buszokra csak az első ajtón lehet felszállni.

## Története
2022. január 1-től a vonal üzemeltetését a Blaguss Agora vette át. Ettől a naptól kezdve a járatok meghosszabbított útvonalon, a Minerva lakópark és Olad között közlekednek, üzemideje pedig kiterjedt hétvégére is.
2022. augusztus 1-től a tanítási napokon, csúcsidőben közlekedő 30Y járatokat az új 5-ös buszokkal pótolják. Ettől a naptól kezdve a Minerva lakópark felé a buszok csak akkor térnek be a Kalló utca és Kámon, autóbusz-váróterem megállókhoz, ha erre igény mutatkozik.

## Közlekedése
Mindennap 30 percenként közlekedik. Tanítási napokon az 5-ös busszal 15 perces követést biztosítanak csúcsidőben. Munkanapokon reggel 2, délután 6 járat megáll a Herman Ottó Szakközépiskola megállóhelyen is.

## Útvonala
| Olad, autóbusz-forduló felé | Minerva lakópark felé |
| --- | --- |
| Minerva lakópark - Demeter utca - Szervizút - 11-es Huszár út - Kalló utca - Farkas Károly utca - Pipacs utca - Bajnok utca - Saághy István utca - 11-es Huszár út - Bocskai István körút - Semmelweis Ignác utca - Vasút utca - Vasútállomás - Szelestey László utca - Vörösmarty Mihály utca - Szent Márton utca - Thököly Imre utca - Kiskar utca - Hollán Ernő utca - Sörház utca - Petőfi Sándor utca - Rohonci út - Bem József utca - Váci Mihály utca - Kodály Zoltán utca - Kassák Lajos utca - Faludi Ferenc utca - Dolgozók útja - Ernuszt Kelemen utca - Szabadföldi utca - Olad, autóbusz-forduló | Olad, autóbusz-forduló - Szabadföldi utca - Ernuszt Kelemen utca - Dolgozók útja - Rohonci út - Magyar László utca - Brutscher József utca - Sörház utca - Hollán Ernő utca - Kiskar utca - Thököly Imre utca - Szent Márton utca - Vörösmarty Mihály utca - Széll Kálmán utca - Vasútállomás - Vasút utca - Semmelweis Ignác utca - Bocskai István körút - 11-es Huszár út - (Kalló utca - Farkas Károly utca - Pipacs utca - Bajnok utca - Saághy István utca - 11-es Huszár út -) Minerva utca - Demeter utca - Minerva lakópark |

## Megállói
Az átszállási lehetőségek között az 5-ös busz nincs feltüntetve.
| 30Y (Minerva lakópark – Olad, autóbusz-forduló) | 30Y (Minerva lakópark – Olad, autóbusz-forduló) | 30Y (Minerva lakópark – Olad, autóbusz-forduló)                         | 30Y (Minerva lakópark – Olad, autóbusz-forduló) | 30Y (Minerva lakópark – Olad, autóbusz-forduló) | 30Y (Minerva lakópark – Olad, autóbusz-forduló)                                        | 30Y (Minerva lakópark – Olad, autóbusz-forduló) | 30Y (Minerva lakópark – Olad, autóbusz-forduló) |
| Perc (↓)                                        | Perc (↓)                                        | Megállóhely                                                             | Perc (↑)                                        | Perc (↑)                                        | Átszállási lehetőségek                                                                 | Fontosabb létesítmények |                                                 |
| ----------------------------------------------- | ----------------------------------------------- | ----------------------------------------------------------------------- | ----------------------------------------------- | ----------------------------------------------- | -------------------------------------------------------------------------------------- | --- | ----------------------------------------------- |
| 0                                               | 0                                               | Minerva lakópark                                                        | 34                                              | 26                                              | 6, 24                                                                                  | METRO Áruház, LIDL, ALDI |                                                 |
| 1                                               | 1                                               | METRO                                                                   | ∫                                               | ∫                                               | 6, 24                                                                                  | METRO Áruház, LIDL, ALDI |                                                 |
| 2                                               | 2                                               | Kalló utca                                                              | ∫                                               | ∫                                               |                                                                                        | |                                                 |
| 2                                               | 2                                               | Kámon, autóbusz-váróterem                                               | 31                                              | 24                                              |                                                                                        | |                                                 |
| ∫                                               | ∫                                               | Kalló utca                                                              | 30                                              | 23                                              |                                                                                        | |                                                 |
| 4                                               | 3                                               | Stromfeld lakótelep (Korábban: Ciao Amico Pizzéria)                     | 28                                              | 22                                              |                                                                                        | |                                                 |
| 5                                               | 4                                               | Magyar Tenger vendéglő                                                  | ∫                                               | ∫                                               |                                                                                        | |                                                 |
| 6                                               | 5                                               | 11-es Huszár út 141.                                                    | 27                                              | 21                                              |                                                                                        | Tüdőkórház, Elmegyógyintézet |                                                 |
| 7                                               | 6                                               | 11-es Huszár út 69.                                                     | 26                                              | 20                                              |                                                                                        | Aréna Savaria, Huszár Laktanya, Apáczai Waldorf Általános Iskola |                                                 |
| 8                                               | 7                                               | Neumann János Általános Iskola                                          | 25                                              | 19                                              | 2A, 2C, 20A, 20C, 29A, 29C                                                             | Neumann János Általános Iskola, Donászy Magda Óvoda |                                                 |
| 9                                               | 8                                               | Semmelweis Ignác utca                                                   | 24                                              | 18                                              | 2A, 2C, 6, 20A, 20C, 29A, 29C                                                          | MÁV-rendelő |                                                 |
| 13                                              | 12                                              | Vasútállomás                                                            | 23                                              | 17                                              | 1U, 2A, 2C, 3H, 6, 6H, 7, 9, 10H, 12, 20A, 20C, 21, 21A, 22, 23, 25, 27, 27A, 29A, 29C | Szombathely Helyi autóbusz-állomás, Éhen Gyula tér |                                                 |
| 15                                              | 14                                              | 56-osok tere (Vörösmarty utca) (↓) 56-osok tere (Széll Kálmán utca) (↑) | 18                                              | 16                                              | 1U, 2A, 2C, 3H, 6, 6H, 7, 9, 10H, 12, 20A, 20C, 21, 21A, 22, 23, 25, 27, 27A, 29A, 29C | 56-osok tere, Vámhivatal, Földhivatal, Államkincstár, Gyermekotthon |                                                 |
| 17                                              | 15                                              | Aluljáró (Szent Márton utca)                                            | ∫                                               | ∫                                               | 5H, 6, 7, 10H, 12, 20C, 21, 27, 27A                                                    | Borostyánkő Áruház, Vásárcsarnok, Vízügyi Igazgatóság |                                                 |
| ∫                                               | ∫                                               | Aluljáró (Thököly utca)                                                 | 16                                              | 14                                              | 6, 9, 10H, 12, 20A, 21, 27, 27A                                                        | Történelmi Témapark, Szent Erzsébet Ferences templom, Kanizsai Dorottya Gimnázium |                                                 |
| 19                                              | 17                                              | Városháza                                                               | 14                                              | 13                                              | 5H, 6, 7, 9, 10H, 12, 20A, 20C, 21, 27, 27A                                            | Városháza, Fő tér, Isis irodaház, Okmányiroda |                                                 |
| 21                                              | 18                                              | Nyomda                                                                  | 12                                              | 12                                              | 1U, 4H, 5H, 7, 7H, 9, 10H, 23, 27, 27A                                                 | Nyomda, Óperint üzletház, Smidt Múzeum, Kiskar utcai rendelő, Sarlós Boldogasszony-székesegyház, Megyeháza, Püspöki Palota, Nyugat Magyarországi Egyetem D Épület, Levéltár                                                                          |                                                 |
| 23                                              | 20                                              | Autóbusz-állomás (Sörház utca)                                          | 10                                              | 10                                              | 1U, 4H, 5H, 7H, 9, 10H, 23, 27, 27A                                                    | Autóbusz-állomás, Ady Endre tér, Tűzoltóság, Régi börtön, Megyei Művelődési és Ifjúsági Központ, Kereskedelmi és Vendéglátói Szakközépiskola, Puskás Tivadar Szakképző Iskola, Járdányi Paulovics István Romkert, Weöres Sándor Színház, Kollégiumok |                                                 |
| 25                                              | 21                                              | Haladás pálya                                                           | 8                                               | 8                                               | 4H, 5H, 9, 10H                                                                         | Haladás Sportkomplexum |                                                 |
| 27                                              | 23                                              | Órásház                                                                 | 6                                               | 6                                               | 2A, 2C, 4H, 5H, 9, 10H, 20A, 20C, 22, 29A, 29C                                         | Órásház, Derkovits Bevásárlóközpont, Bolyai János Gyakorló Általános Iskola és Gimnázium |                                                 |
| 29                                              | 24                                              | Perint híd                                                              | 5                                               | 5                                               | 2A, 2C, 9, 22, 24                                                                      | Sportliget |                                                 |
| 30                                              | 25                                              | Bem József utca                                                         | ∫                                               | ∫                                               | 2A, 2C, 22, 24                                                                         | |                                                 |
| ∫                                               | ∫                                               | Árkádia bevásárlóközpont                                                | 4                                               | 4                                               | 9                                                                                      | Árkádia Bevásárlóközpont, Sportliget |                                                 |
| 31                                              | 26                                              | Oladi iskolák (Korábban: Oladi Művelődési és Oktatási Központ)          | ∫                                               | ∫                                               | 4H, 5H, 9, 10H, 24, 25                                                                 | Oladi Művelődési és Oktatási Központ, Simon István utcai Általános Iskola, Teleki Blanka Szakközép és Szakiskola |                                                 |
| 32                                              | 27                                              | Nagy László utca                                                        | ∫                                               | ∫                                               | 4H, 5H, 9, 10H, 24, 25                                                                 | Batthyány-Strattmann László és Fatimai Szűz Mária templom |                                                 |
| 33                                              | 28                                              | TESCO szupermarket                                                      | ∫                                               | ∫                                               | 4H, 5H, 9, 10H, 24                                                                     | TESCO Szupermarket, Penny Market |                                                 |
| ∫                                               | ∫                                               | Dugovics Titusz utca                                                    | 3                                               | 3                                               | 25                                                                                     | |                                                 |
| 34                                              | 29                                              | Oladi városrész, autóbusz-váróterem                                     | ∫                                               | ∫                                               | 4H, 5H, 10H, 24                                                                        | |                                                 |
| 36                                              | 31                                              | Olad, bejárati út                                                       | 2                                               | 2                                               | 5H                                                                                     | |                                                 |
| 37                                              | 32                                              | Ernuszt Kelemen utca 25.                                                | 1                                               | 1                                               | 5H                                                                                     | Herman Ottó Szakközépiskola |                                                 |
| 37                                              | 32                                              | Herman Ottó Szakközépiskola                                             | ∫                                               | ∫                                               |                                                                                        | Herman Ottó Szakközépiskola |                                                 |
| 38                                              | 33                                              | Olad, autóbusz-forduló                                                  | 0                                               | 0                                               | 5H                                                                                     | Oladi Szentháromság templom, Weöres Sándor Óvoda |                                                 |

1. 1 2  Csak leszállási szándék esetén érinti a Minerva lakópark felé.
2. ↑  Munkanapokon reggel 2, délután 6 járat megáll a Herman Ottó Szakközépiskola megállóhelyen is.